# Bọ cánh cứng Nhật Bản
Bọ cánh cứng Nhật Bản (danh pháp hai phần: Popillia japonica) là một loài bọ cánh cứng, có chiều dài khoảng 15 milimét (0,6 in) và rộng 10 milimét (0,4 in), với elytra màu đồng đỏ óng ánh còn đầu và ngực có màu xanh lá cây. Nó không phải là loài gây hại ở Nhật Bản, nơi nó được kiểm soát bởi các kẻ thù tự nhiên, nhưng tại Châu Mỹ nó là một loài dịch hại nghiêm trọng đối với khoảng 200 loài thực vật, bao gồm cả bụi hoa hồng, nho, hoa bia, dong giềng, tử vi, bạch dương, tilia cây và những loài cây khác.

## Hình ảnh

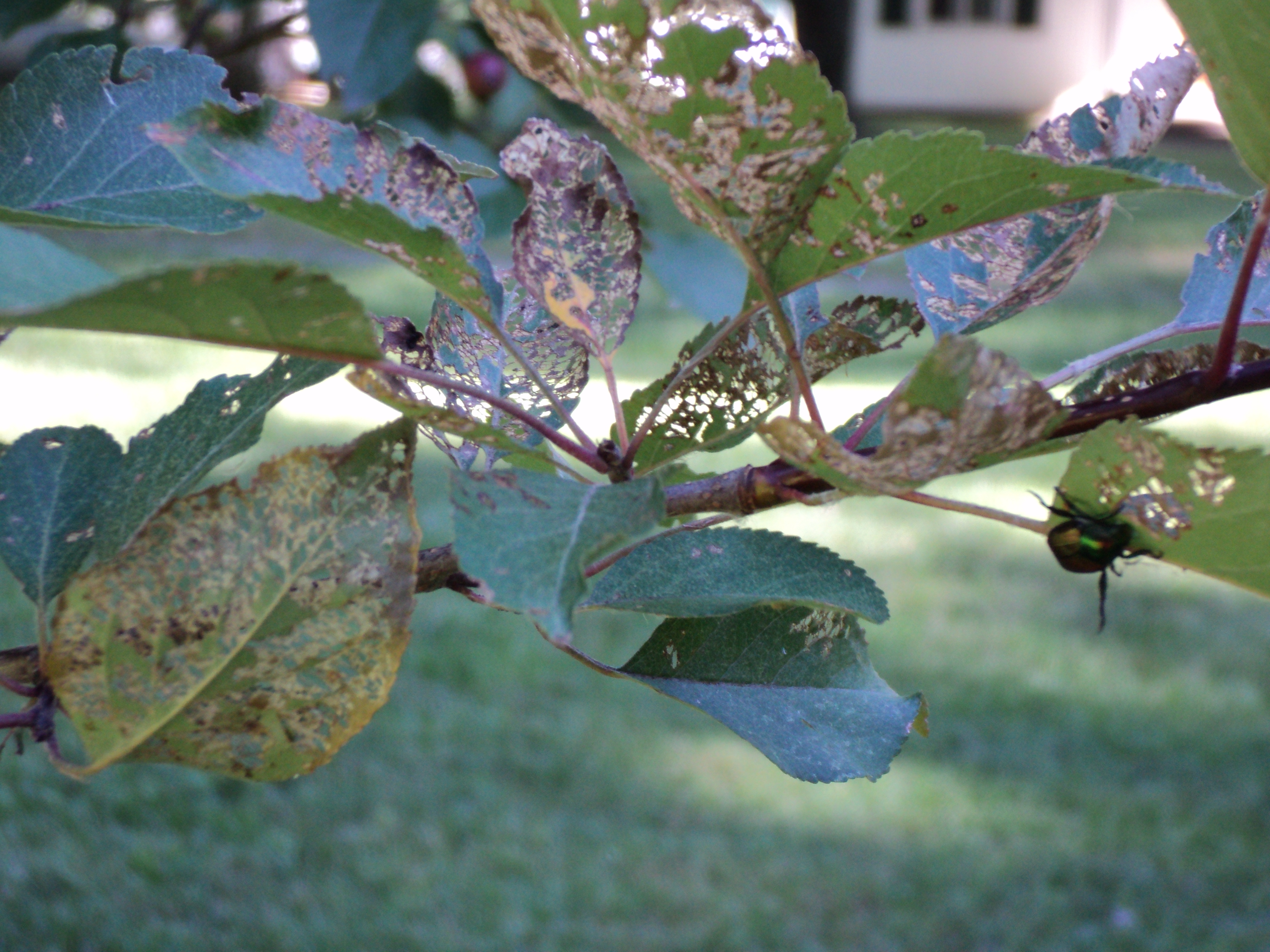
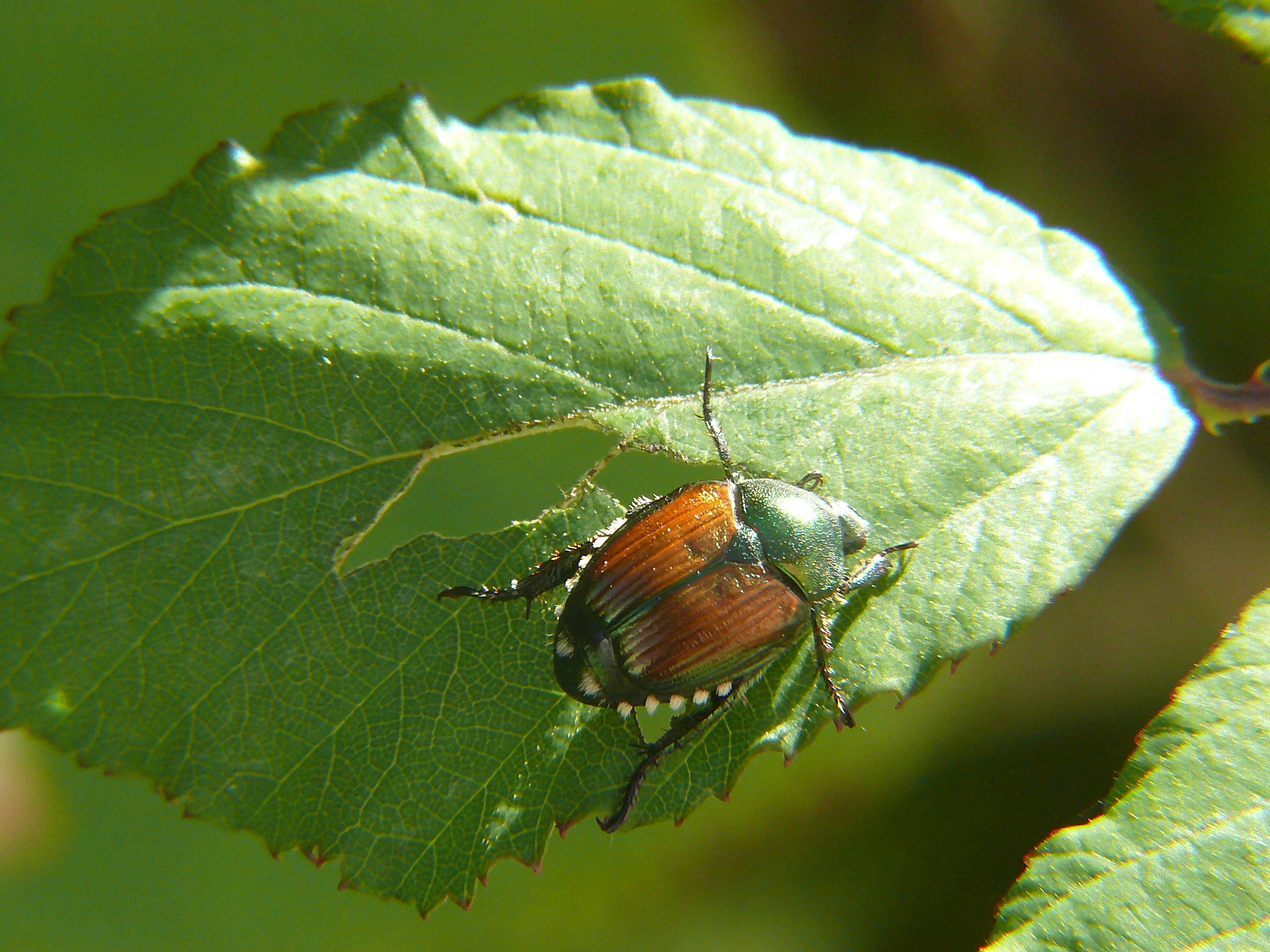
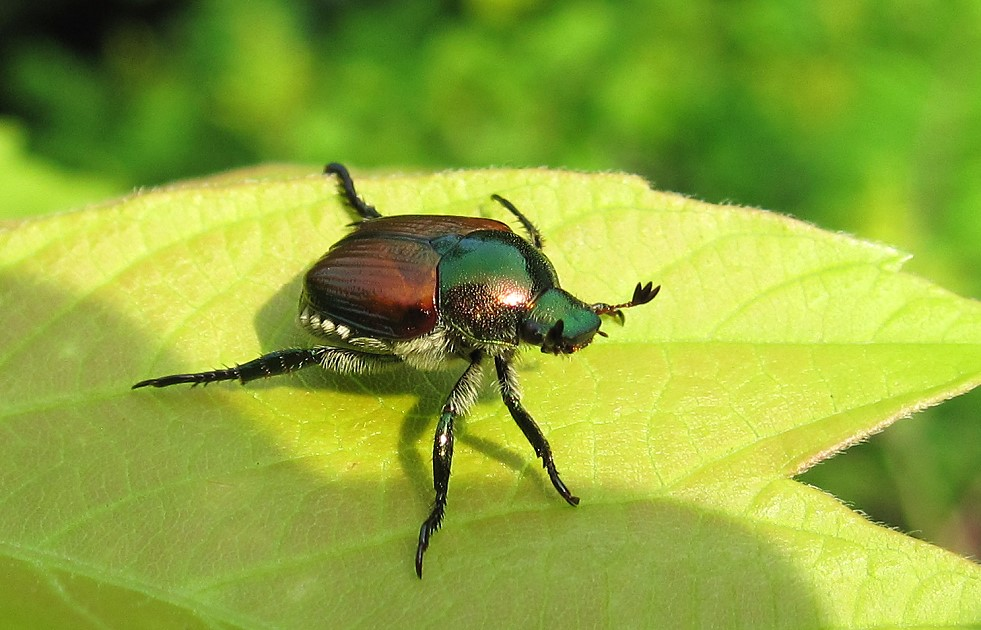

- Tập tin:Groupe de Scarabées japonais.jpg